# NGC 645
NGC 645 este o galaxie spirală situată în constelația Peștii. A fost descoperită în 27 octombrie 1864 de către Albert Marth.